# Dorcus Inzikuru
Dorcus Inzikuru (Vurra, Arua District, 2 de febrer, 1982) és una atleta ugandesa especialista en curses d'obstacles.
Guanyà la primera medalla d'or de la història dels 3000 metres obstacles en un campionat del món l'any 2005 (amb el temps de 9:18.24), així com la primera en els Jocs de la Commonwealth en la mateixa distància, un any abans. Altres èxits foren la medalla de bronze als 5000 metres als Jocs Afro-asiàtics de 2003, acabant darrere Meseret Defar i Tirunesh Dibaba i la de plata a la mateixa distància als Jocs Panafricans de 2002.

## Resultats

### 3000 m obstacles
- Campionat del Món 2005,  or (9:18.24)
- Final de l'Atletisme Mundial 2005,  or
- Jocs de la Commonwealth 2006,  or (9:19.51

### 3000 m
- Campionat del Món Juvenil 1999, 8a

### 5000 m
- Jocs Panafricans 1999 African Games, 6a
- Campionat del Món Júnior 2000,  or
- Jocs de la Commonwealth 2002, 4a
- Jocs Panafricans 2002,  plata
- Jocs Afro-asiàtics 2003,  bronze

### Camp a través
- Campionat del Món Júnior 2000, 10a
- Campionat del Món 2004 (cursa curta), 38a
- Campionat del Món 2005 (cursa curta), 18a
- Campionat del Món 2007, DNF

## Millors marques
- 800 m, 2:02.00
- Milla, 4:36.05
- 3000 m, 8:46.29
- 5000 m, 15:05.30
- 2000 m obstacles, 6:04.46
- 3000 m obstacles, 9:15.04